# Рибницька сотня
Рибницька (Рибицька) сотня — адміністративно-територіальна та військова одиниця Сумського полку Слобідської України. Сотенний центр — слобода Мала Рибиця (тепер село Мала Рибиця Краснопільського району Сумської області).

## Історія
Слобода виникла близько до 1671 як невелике поселення путивльських дітей боярських на річці Рибиця, лівій притоці річки Псла.
До 1680 московський етнічний елемент був витіснений українськими осадцями.
На початку XVIII сотня складалася з козаків двох слобід — Великої та Малої Рибиці. 1755 до Рибицької сотні приписані слободи Тимофіївка та Осоївка.
Ліквідована 1765 коли Московія анексувала Слобідську Україну.

## Сотники рибницькі
- Гаврищенко Павло (?-1681-1685-?);
- Гаврищенко Опанас (?-1688-?);
- Михайлов Мартин (1688-1692-?);
- Мощенко NN (кін. XVII — поч. XVIII ст.);
- Курський Василь (Корнійович?) (?-1749 — 1755-?);
- Глуховцев Данило (після 1755?).